# なんて古っ代!ファラオくん
なんて古っ代！ファラオくんとは最強ジャンプの2013年9月号から2018年11月号まで連載されていた漫画。作者は小林拙太。

## 主要キャラ
ファラオくん
博物館のミイラより現代に蘇ったエジプトの文明王、ファラオ14世。守護神を召喚できる。エジプトアピール多数。
まさおみ
どこにでもいる小学4年生。ファラオくんが蘇ったことにより様々な騒動に巻き込まれている。学級委員長。

## 4大古代文明王
ファラオ(古代エジプト文明)
黄河(中国文明)
ウル(メソポタミア文明)
インダス(インダス文明)

## ライバル
邪神アポフィス
ファラオくんのライバル。世界を滅ぼそうとしている。

## リンク
- 小林拙太　twitter